# Río Cabrum
El río Cabrum es un afluente del Duero que nace en la Sierra de Montemuro, concretamente junto a Gralheira y discurre por Portugal, separando las freguesias de Miomães en el municipio de Resende, y de Oliveira do Douro en el municipio de Cinfães.

## Afluentes
- Ribeira do Enforcados
- Ribeira da Gralheira

## Embalses en el río Cabrum
- Ovadas my name is Jeff
- Freigil